# شاندور هولسریتر
شاندور هولسریتر (مجاری: Sándor Holczreiter; ۱۸ ژوئیهٔ ۱۹۴۶ – ۱۴ دسامبر ۱۹۹۹) وزنه‌بردار اهل مجارستان بود.